# Кинчуш (Муреш)
Кинчуш (рум. Chinciuș) насеље је у Румунији у округу Муреш у општини Адамуш. Oпштина се налази на надморској висини од 383 m.

## Становништво
Према подацима из 2002. године у насељу је живело 17 становника, од којих су сви румунске националности.